# Gerichtsbezirk Floridsdorf

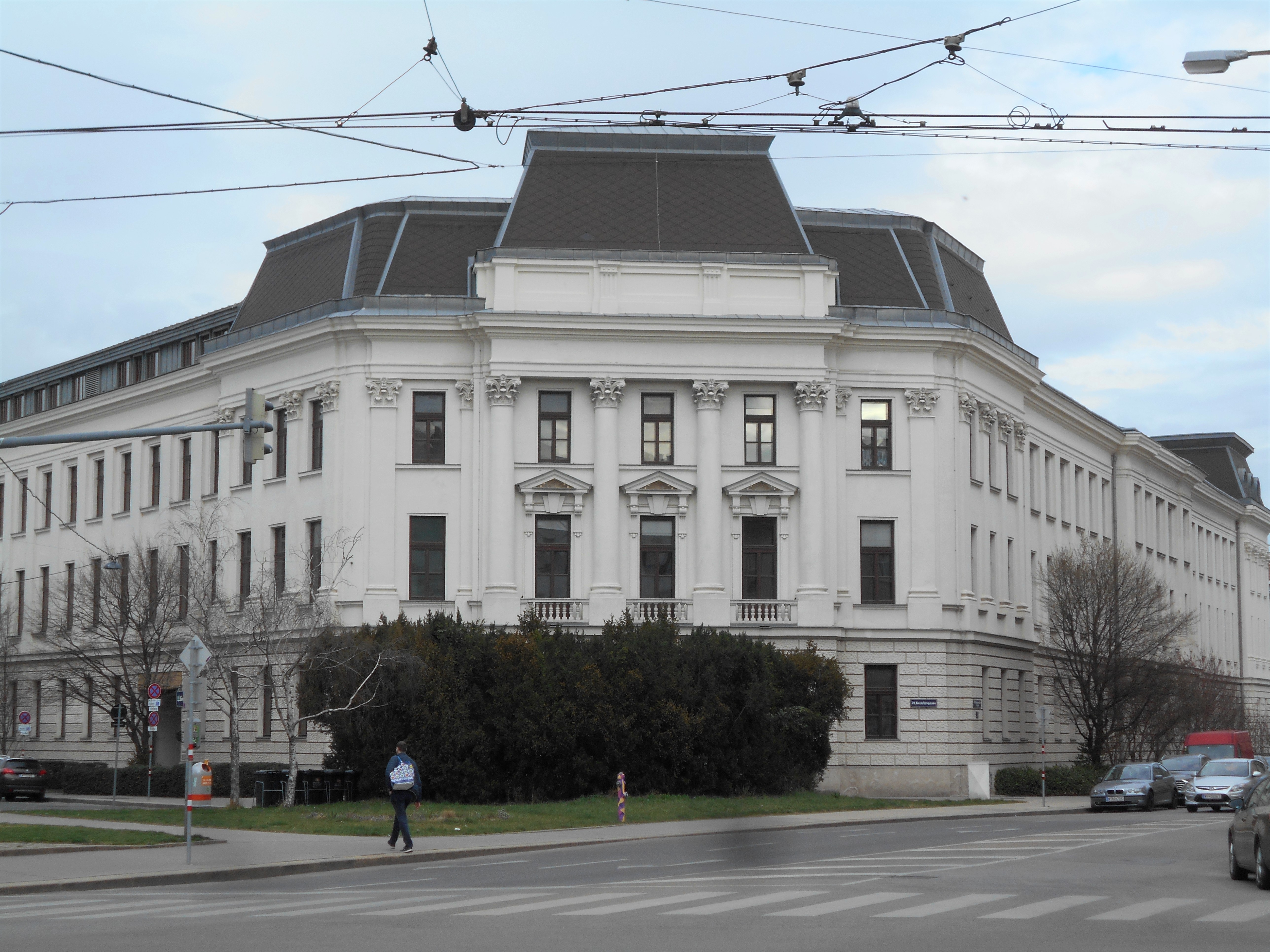
Das Gerichtsgebäude von der Prager Straße aus gesehen

Der Gerichtsbezirk Floridsdorf ist ein dem Bezirksgericht Floridsdorf unterstehender Gerichtsbezirk in Wien. Der Gerichtsbezirk umfasst den 21. Gemeindebezirk Floridsdorf.
Nach dem Anschluss Österreichs 1939 wurde das Gericht in Amtsgericht Floridsdorf umbenannt und war nun dem Landgericht Wien nachgeordnet. 1945 erhielt es wieder den Namen Bezirksgericht.